# Call of Duty: Warzone Mobile
Call of Duty: Warzone Mobile ist ein Ego-Shooter-Handyspiel, das von Activision entwickelt und am 21. März 2024 weltweit für iOS und Android veröffentlicht wurde. Seit dem 19. Mai 2025 steht das Spiel nicht mehr zum Herunterladen zur Verfügung.
Am 27. September 2022 wurde Warzone Mobile mit 15 Millionen Vorregistrierungen zum schnellsten vorregistrierten Activision-Blizzard-King-Handyspiel bei Google Play. Bis zum 28. Februar 2024 wurden mehr als 50 Millionen Vorregistrierungen verzeichnet.
Am 19. Mai 2025 wurde das Spiel aus dem Google Play Store und Apple App Store genommen und weitere Updates eingestellt. Bereits aktive Spieler können es jedoch mit den bestehenden Inhalten weiterhin spielen. Von Activision wurde die Einstellung damit begründet, dass Call of Duty: Warzone ihre „Erwartungen bei den Mobile-First-Spielern nicht so erfüllen konnte wie bei den PC- und Konsolenspielern“.

## Spielprinzip
Call of Duty: Warzone Mobile ist ein mobiler Battle-Royale-Ego-Shooter. Warzone Mobile erlaubt im Gegensatz zu Warzone statt 150 maximal 120 Spieler pro Karte und bietet 120-Personen-Lobbys mit bestimmten Spielmodi wie „Battle Royale“ und „Resurgence“. Die Lobbytypen „Solo“, „Duo“, „Trio“ und „Quad“ sind für beide Spielstile verfügbar.
Um zu überleben, müssen sich der Spieler und seine Gruppe entweder in der „sicheren Zone“ auf einem offenen Gebiet aufhalten, das sich aufgrund eines zunehmenden giftigen Gases ständig verkleinert, oder Nahrung und Waffen von anderen Spielern beschaffen. Die letzte verbleibende Person oder Gruppe gewinnt das Spiel. Ein Spieler, der ausgeschieden ist, wird in den „Gulag“ versetzt, wo er, sollte er einen Kampf gegen einen anderen eliminierten Spieler gewinnen, die seltene Chance hat, erneut eingesetzt zu werden.
Um die Synchronisierung der Inhalte mit Call of Duty: Modern Warfare II, Call of Duty: Modern Warfare III und Call of Duty: Warzone über die eingeschränkte Veröffentlichung hinaus aufrechtzuerhalten, setzt Warzone Mobile mit einem „Cross-Progression“-System auf plattformübergreifenden Spielfortschritt. Partien mit bis zu 120 Spielern können in Verdansk und mit bis zu 48 Spielern auf Rebirth Island ausgetragen werden.